# 狭苞异叶虎耳草
狭苞异叶虎耳草（学名：Saxifraga diversifolia var. angustibracteata）为虎耳草科虎耳草属下的一个变种。

## 扩展阅读
- 維基物種上的相關：狭苞异叶虎耳草